# Kanton Saint-André-les-Alpes
Der Kanton Saint-André-les-Alpes war bis 2015 ein französischer Wahlkreis im Arrondissement Castellane, im Département Alpes-de-Haute-Provence und in der Region Provence-Alpes-Côte d’Azur. Er umfasste sechs Gemeinden mit Saint-André-les-Alpes als Hauptort (frz.: chef-lieu). Die landesweiten Änderungen in der Zusammensetzung der Kantone brachten im März 2015 seine Auflösung. Sein letzter Vertreter im conseil général des Départements war von 2004 bis 2015 Jacques Boétti.

## Gemeinden
| Gemeinde              | Einwohner (Stand: 2022) | Code postal | Code Insee |
| --------------------- | ----------------------- | ----------- | ---------- |
| Allons                | 81                      | 04170       | 04005      |
| Angles                | 67                      | 04170       | 04007      |
| Lambruisse            | 81                      | 04170       | 04099      |
| Moriez                | 238                     | 04170       | 04133      |
| La Mure-Argens        | 333                     | 04170       | 04136      |
| Saint-André-les-Alpes | 1030                    | 04170       | 04173      |